# The International Journal of the Platonic Tradition
The International Journal of the Platonic Tradition ist eine philosophische Fachzeitschrift (ISSN 1872-5082). Sie erscheint zweimal jährlich und veröffentlicht Beiträge zur Geschichte der antiken Philosophie und zu deren Rezeption bis in die Gegenwart. Dabei bildet die Geschichte des Platonismus den Schwerpunkt, doch gehören zum Spektrum der Inhalte auch verwandte Themenbereiche, darunter vorsokratische Philosophie, Aristotelismus, Orphik und Hermetik. Auch religionswissenschaftliche Themen mit Bezug zum Platonismus sind Gegenstand von Beiträgen.
The International Journal of the Platonic Tradition wurde 2007 begründet. Die Zeitschrift erscheint unter der Schirmherrschaft der International Society for Neoplatonic Studies im Verlag Brill in Leiden und Boston. Der Herausgeber ist John F. Finamore (University of Iowa). Der Redaktion gehören ferner John M. Dillon, Suzanne Stern-Gillet, Christoph Horn und Harold Tarrant an.
Im Vorwort zum ersten Band betont der Herausgeber, dass die philosophische Gedankenwelt, mit der sich die Beiträge befassen, „Teil einer lebendigen Tradition“ sei. Der Untersuchung dieser Tradition gilt das besondere Augenmerk der Redaktion.
Die Artikel und Rezensionen werden überwiegend in englischer Sprache publiziert, doch können auch französische und deutsche Beiträge eingereicht werden. Alle Beiträge sind auch (kostenpflichtig) online zugänglich.